# Aspilota intermediana
Aspilota intermediana är en stekelart som beskrevs av Fischer 1975. Aspilota intermediana ingår i släktet Aspilota och familjen bracksteklar. Inga underarter finns listade.